# 昆士蘭阿胡鰕虎魚
昆士蘭阿胡鰕虎魚（学名：Awaous acritosus），为輻鰭魚綱鱸形目鰕虎亞目鰕虎科阿胡鰕虎魚屬下的一个种，為熱帶淡水魚，分布於澳洲昆士蘭及新幾內亞淡水水域，體長可達18公分，棲息在受潮汐影響、沙泥底質的溪流下游，以藻類為食，生活習性不明。

## 扩展阅读
- 維基物種上的相關：昆士蘭阿胡鰕虎魚